# Hammelev Sogn (Haderslev Kommune)
Hammelev Sogn ist eine Kirchspielsgemeinde (dän.: Sogn)  in Nordschleswig im südlichen Dänemark. Bis 1970 gehörte sie zur Harde Gram Herred im damaligen Haderslev Amt, danach zur Vojens Kommune im damaligen Sønderjyllands Amt, die im Zuge der Kommunalreform zum 1. Januar 2007 in der „neuen“  Haderslev Kommune in der Region Syddanmark aufgegangen ist.

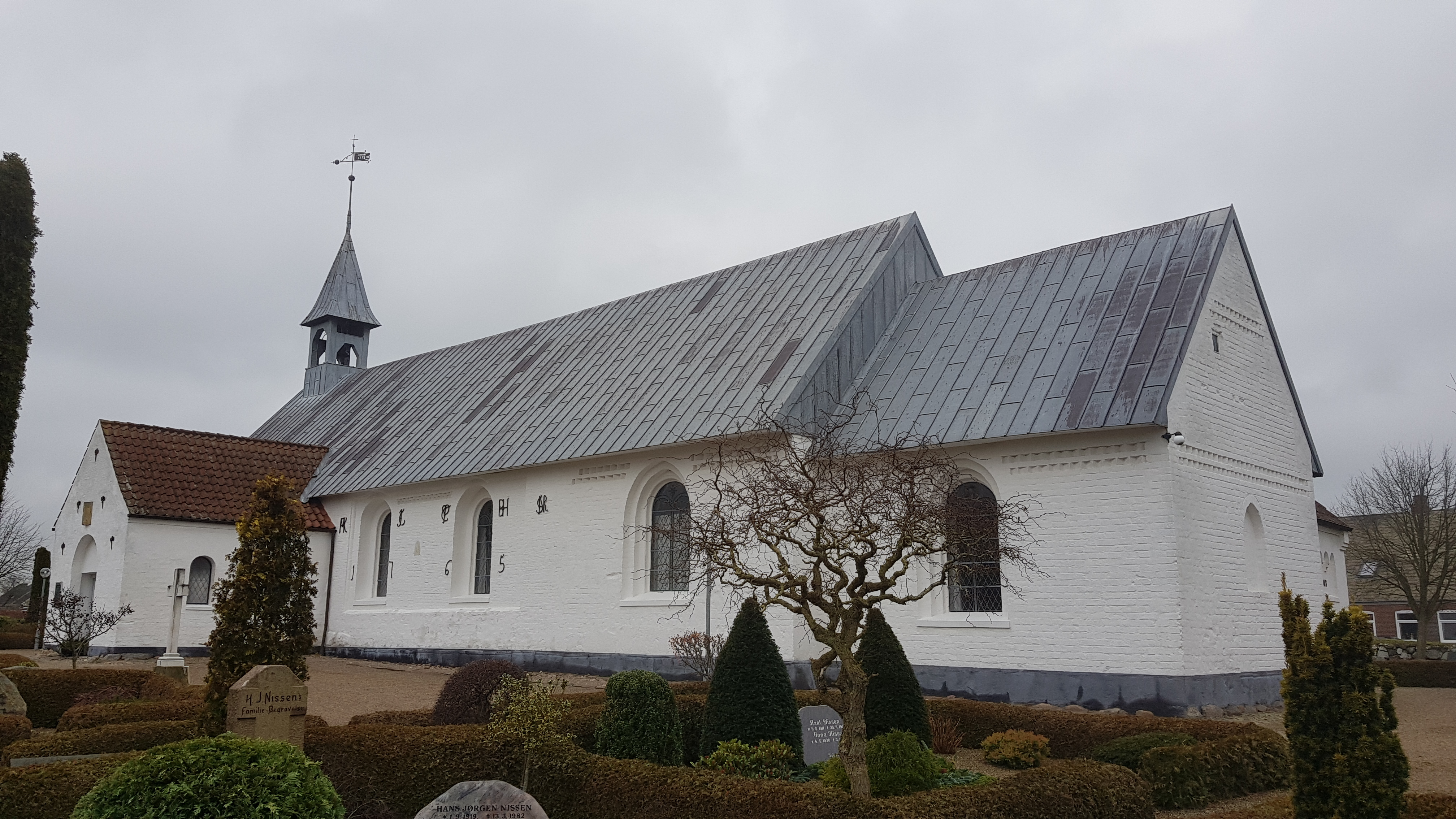
Hammelev Kirke

Die zwischen 2000 und 2006 archäologisch untersuchten Gruben von Hammelev liegen westlich der Kirche von Hammelev. 
Im Kirchspiel leben 1491 Einwohner, davon 948 im Kirchdorf (Stand:1. Januar 2023).